# 부가르 오루제프
부가르 나리마노비치 오루제프(러시아어: Вуга́р Нарима́нович Ору́джев, 벨라루스어: Вугар Нарымановіч Аруджаў 부하르 나리마노비치 아루자우, 아제르바이잔어: Vüqar Nəriman oğlu Orucov 뷔가르 내리만 오글루 오루조프, 1971년 10월 26일~)는 러시아의 레슬링 선수, 지도자이다. 올림픽에 2회 참가했으며 1992년 하계 올림픽 남자 자유형 플라이급에서 동메달을 획득했다. 또한 세계 선수권 대회에서 금메달 2개, 은메달 1개, 유럽 선수권 대회에서 금메달 1개, 은메달 1개, 동메달 2개를 획득했다.